# 큰수단저빌
큰수단저빌(Gerbillus principulus)은 황무지쥐아과에 속하는 설치류의 일종이다. 수단 제벨 메이돕과 엘 말하에 주로 분포한다. 약 250마리 이하의 개체수가 야생에서 유지되는 것으로 추정된다.